# عماد الدين عزي
عماد الدين عزي وُلد في 21 يونيو 1998 هو لاعب كرة قدم محترف جزائري يشغل مركز الدفاع في نادي دينامو ماخاتشكالا الروسي.

## النشأة
وُلد عماد الدين في 21 يونيو 1998 في مدينة ورقلة، الجزائر. وهو الشقيق الأصغر للاعب المنتخب الجزائري أيوب عزي، والأخ الأكبر للاعب الجزائري محمد عزي.

## المسيرة مع الأندية
انضم عزي إلى أكاديمية الشباب في نادي مولودية الجزائر عام 2017، لكنه لم يشارك في أي مباراة في الدوري ولم يسجل أي هدف. وقبل بداية موسم 2018–2019، وقّع عقدًا مع نادي نصر حسين داي الجزائري، حيث شارك في أربعٍ وأربعين مباراة بالدوري وسجّل هدفًا واحدًا. بعد ذلك، انتقل عام 2021 إلى نادي كاظمة الكويتي.
وبعد ثلاث سنوات، أُعير إلى نادي اتحاد الجزائر، حيث شارك في تسع عشرة مباراة في الدوري وسجّل هدفًا واحدًا، وساهم في فوز الفريق بكأس الجزائر لموسم 2024–2025. وذكرت منصة "أفريكا فوت" في عام 2025 أنه "رسّخ نفسه كركيزة دفاعية مركزية" أثناء فترته مع النادي. وفي صيف 2025، انتقل إلى نادي دينامو ماخاتشكالا الروسي.

## المسيرة الدولية
مثّل عزي منتخب الجزائر لفئة الشباب. وفي 15 أكتوبر 2018، شارك لأول مرة مع المنتخب الجزائري تحت 23 عامًا في مباراة ودية خارج أرضه خسرها الفريق بنتيجة 1–2 أمام منتخب المغرب تحت 23 عامًا.

## انظر ايضاً
- أيوب عزي
- مولودية الجزائر
- كأس السوبر الجزائري
- الدوري الجزائري الممتاز
- الرابطة الجزائرية المحترفة الأولى

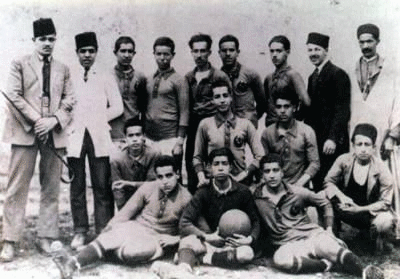
صورة قديمة لتشكيلة المولودية عام 1921

- كرة القدم في الجزائر
- كأس الجمهورية الجزائرية
- كأس الرابطة الوطنية الجزائرية
- الرابطة الجزائرية المحترفة الثانية.
- نصر حسين داي
- الرابطة الجزائرية المحترفة الأولى
- كأس الجزائر

## روابط خارجية
- عماد الدين عزي  على سكروي
- موقع مشجعي نادي المولودية
- أخبار وقائمة اللاعبين في موقع ڨووول
- أخبار النادي في موقع كورة
- مولودية الجزائر.. النّادي الذي وُلد في ذكرى المولد النبوي

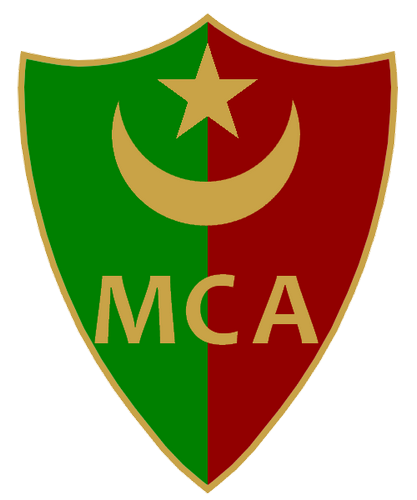
الشعار الحالي (منذ 2018)